# Fallopia bohemica
Fallopia bohemica là một loài thực vật có hoa trong họ Rau răm. Loài này được (Chrtek & Chrtková) J.P.Bailey mô tả khoa học đầu tiên năm 1989.